# コロナ (カリフォルニア州)
コロナ（英: Corona 英語: [kəˈɹoʊnə]、スペイン語: [koˈɾona]）は、アメリカ合衆国カリフォルニア州のリバーサイド郡にある都市。人口は15万7136人（2020年）。北東にリバーサイド、北にイーストベール、北西にはサンバーナーディーノ郡のチノがある。

## 歴史
1886年、南カリフォルニアの柑橘類ブームの高潮時に設立されたコロナの町は、サンタアナ山脈を抜ける唯一の重要な峠であるサンタアナ川キャニオンの上端に位置するという利点があった。かつては「世界のレモン首都」という肩書きを主張したこともあった。市内にある博物館は地域経済における以前のレモンの役割を展示している。この町は「サークル都市」という愛称があり、これは通常の格子状配置道路が直径1マイル (1.6 km) の環状グランド・ブールバードで取り囲まれているという一種奇妙な街路配置から来ていた。この街路配置はオレンジ郡の初期開発に影響力ある人物だったアナハイム出身の土木技師ハイラム・クレイ・ケロッグが設計したものだった。
1913年、1914年および1916年の3度、この環状グランド・ブールバードで国際的な自動車レースが開催された。
近年のコロナはインランド・エンパイアと呼ばれるロサンゼルス都市圏内陸部の入り口として知られてきた。1980年代の以前は大部分が柑橘類の果樹園、牧場および酪農農家で占められる農業社会だった。ロサンゼルス郡とオレンジ郡の土地価格が高騰したことにより、コロナの地域の土地が開発者や工業資本家にとって格好のものとなり、1990年代後半までにロサンゼルス市の主要な郊外市と考えられるようになった。
コロナはオレンジ郡とインランド・エンパイアにある大都市のベッドタウンになってきた。市内の商業と工業の開発はリバーサイド・フリーウェイ（州道91号線）によるアクセスの良さで加速され、多くの会社がオレンジ郡を去ってその従業員の家屋に近いコロナやリバーサイドに移転した。近くのチノバレー・フリーウェイ（州道71号線）が建設されてコロナとポモナ・バレーやサンガブリエル・バレーとが繋がった。

### コロナ郡創設の提案
2002年、市政府はリバーサイド郡から分離し独自のコロナ郡を創設する案を検討した。これは市政府と住民の一部が近隣地域で行われる郡政府のサービスに満足していなかったからだった。このときリバーサイド郡西部のマリエータなどの都市もコロナ郡に含める検討がなされた。近隣のノルコなどの都市が新しい郡に含まれることになるかについては不明である。この新郡は北西にサンバーナーディーノ郡、西にオレンジ郡と接することになっていた。

### 2008年フリーウェイ山火事
コロナ市は2008年11月のフリーウェイ山火事で初めて影響を受けることになったが、火災はヨーバーリンダとコロナを結ぶ線に進んだ。

## 地理と気候
コロナは北緯33度52分31秒 西経117度33分56秒 / 北緯33.87528度 西経117.56556度に位置する。アメリカ合衆国国勢調査局に拠れば、市域全面積は35.2平方マイル (91.1 km2)であり、このうち陸地は35.2平方マイル (91.0 km2)、水域は0.04平方マイル (0.1 km2)で水域率は0.06％である。
コロナの冬は温暖で夏は暑い。降雨の大半は冬と早春にある。冬の低温は霜が降りるほど冷え込むことがあり、山岳の麓では稀に降雪がある。冬は快適であり気温は 65°F(18℃) ほどに留まり、稀に 70°F(21℃) 台にまで上がる。夏は暑く平均して 90°F(32℃) 台前半である。暑い月は昼間の温度が 100°F(38℃) を超えることも多い。
近年、リバーサイド・フリーウェイにおける通勤の渋滞を減らすために、コロナの州間高速道路15号線とオレンジ郡の州間高速道路5号線や州道55号線を繋ぐサンティアゴ峠を潜る延長10マイル (16 km) の自動車と高速鉄道用トンネルを建設する提案がある。

## 経済
幾つかの企業がコロナに本社を置いている。
- フェンダー楽器製造社、ギターの製造、フェンダー・カスタム・ショップや「フェンダー博物館」と呼ばれる音楽教育センターもある。
- ハンセン・ナチュラル社、ソフトドリンクの製造、そのモンスター・エナジー生産の拠点でもある。
- ワトソン薬品、 処方箋の数で全米第5位の製薬会社
- ウェストコースト・カスタムズ、自動車の改造、MTVのテレビ番組Pimp My Rideに登場、現在はディスカバリーチャンネルの番組Street Customsにも出ている。

## 人口動態
以下は2000年の国勢調査による人口統計データである。
| 基礎データ - 人口: 124,996人 - 世帯数: 37,839世帯 - 家族数: 30,384家族 - 人口密度: 1,372.7人/km2（3,555.5人/mi2） - 住居数: 39,271軒 - 住居密度: 431.4軒/km2（1,117.3軒/mi2） 人種別人口構成 - 白人: 75.0% - アフリカン・アメリカン: 6.43% - ネイティブ・アメリカン: 0.87% - アジア人: 7.54% - 太平洋諸島系: 0.31% - その他の人種: 17.52% - 混血: 5.30% - ヒスパニック・ラテン系: 25.5% 年齢別人口構成 - 18歳未満: 33.4% - 18-24歳: 8.9% - 25-44歳: 35.1% - 45-64歳: 16.8% - 65歳以上: 5.8% - 年齢の中央値: 30歳 - 性比（女性100人あたり男性の人口） - 総人口: 98.0 - 18歳以上: 95.6 | 世帯と家族（対世帯数） - 18歳未満の子供がいる: 49.6% - 結婚・同居している夫婦: 63.8% - 未婚・離婚・死別女性が世帯主: 11.2% - 非家族世帯: 19.7% - 単身世帯: 14.4% - 65歳以上の老人1人暮らし: 3.8% - 平均構成人数 - 世帯: 3.29人 - 家族: 3.64人 収入と家計（2007年推計） - 収入の中央値 - 世帯: 78,615米ドル（2007年推計では88,620） - 家族: 83,505米ドル（2007年推計では95,450） - 性別 - 男性: 44,752米ドル - 女性: 31,884 米ドル - 人口1人あたり収入: 21,001米ドル - 貧困線以下 - 対人口: 8.3% - 対家族数: 6.0% - 18歳未満: 10.1% - 65歳以上: 7.3% |

## 政治
カリフォルニア州議会では、上院の第37および下院の第71選挙区に属している。連邦議会下院ではカリフォルニア州第44選挙区に属し、クック投票動向指数では共和党+6となっている。2010年時点ですべて共和党議員が務めている。

## インフラ

### 交通
市内にはチノバレー・フリーウェイ（州道71号線）、オンタリオ・フリーウェイ（州間高速道路15号線）、リバーサイド・フリーウェイ（州道91号線）が走っており、さらにはメトロリンク通勤鉄道の91線がある。市中心街はグランド・ブールバードに取り巻かれており、真円の道路は大変特徴的である。直径はほぼ1マイル (1.6 km) である。
コロナ市民空港があり、滑走路は3,200フィート (975 m) である。2008年1月20日、コロナ上空で小型常用機2機が衝突し、乗っていた4人全員と地上の1人が死亡した。過去10年間ではコロナの周辺で5件の飛行機衝突による死亡事故があった。

### 医療
2005年時点でコロナ地域医療センターが基本的救急医療を備えた総合救急病院となっている。

### 公共事業
AT&Tが市内の電話サービスの大半を担っている。南カリフォルニア・エディソンが電力の大半を供給している。市の一部はコロナ市水道電力部が供給している。

## 教育
コロナ市はコロナ・ノルコ統合教育学区の一部である。
コロナ市には、コロナ高校など8つの高校がある。中学校は7校、小学校は31校ある。

## 宗教
市内では多くの異なる宗教が信仰されている。プロテスタントの場合は多くの主流および福音派の宗派がある。ローマ・カトリック教会では幾つかの教会がある。コロナとノルコのイスラム教社会がモスクを持っており、ユダヤ人社会は土地を購入してシナゴーグを建設している。末日聖徒イエスキリスト教会の教徒も多く、市内に多くの教会を持っている。アジア系アメリカ人が流入し、仏教、儒教、ヒンドゥー教、神道、および道教など東洋の宗教を信ずる者も増えた。

## 姉妹都市・提携都市
- 江津市 (日本島根県)

## 著名な出身者と住人
- ビリー・マークス、プロのスケートボーダー
- トラヴィス・バーカー、バンド「ブリンク 182」のドラマー
- ラリッサ・ホッジ、テレビ番組"Flavor of Love 2"、"Flavor of Love Girls: Charm School"の参加者
- タイラー・ホークリン、俳優、野球選手
- クリスタル・ルイス、クリスチャンミュージック歌手、テレビ俳優[9]
- タライン・モーワット、ソフトボール選手、アリゾナ・ワイルドキャッツ、全米代表
- イアン・マーフィー、総合格闘家
- リッキー・ノラスコ、メジャーリーグベースボール選手、フロリダ・マーリンズ
- マイク・ダー、メジャーリーグベースボール選手、MLBではサンディエゴ・パドレスに在籍。
- ロニー・パクストン、NFLアメリカンフットボール選手、デンバー・ブロンコス
- ジェニー・リベラ、バンダミュージックの歌手、作詞家
- D・J・ストロベリー、プロのバスケットボール選手
- ジョディ・スウィーティン、女優、テレビ番組『フルハウス』のステファニー・タナー役で知られる[10]
- リチャード・ドーンブッシュ - 男性フィギュアスケート選手（男子シングル）